# Liste der Fluggesellschaften in den Malediven

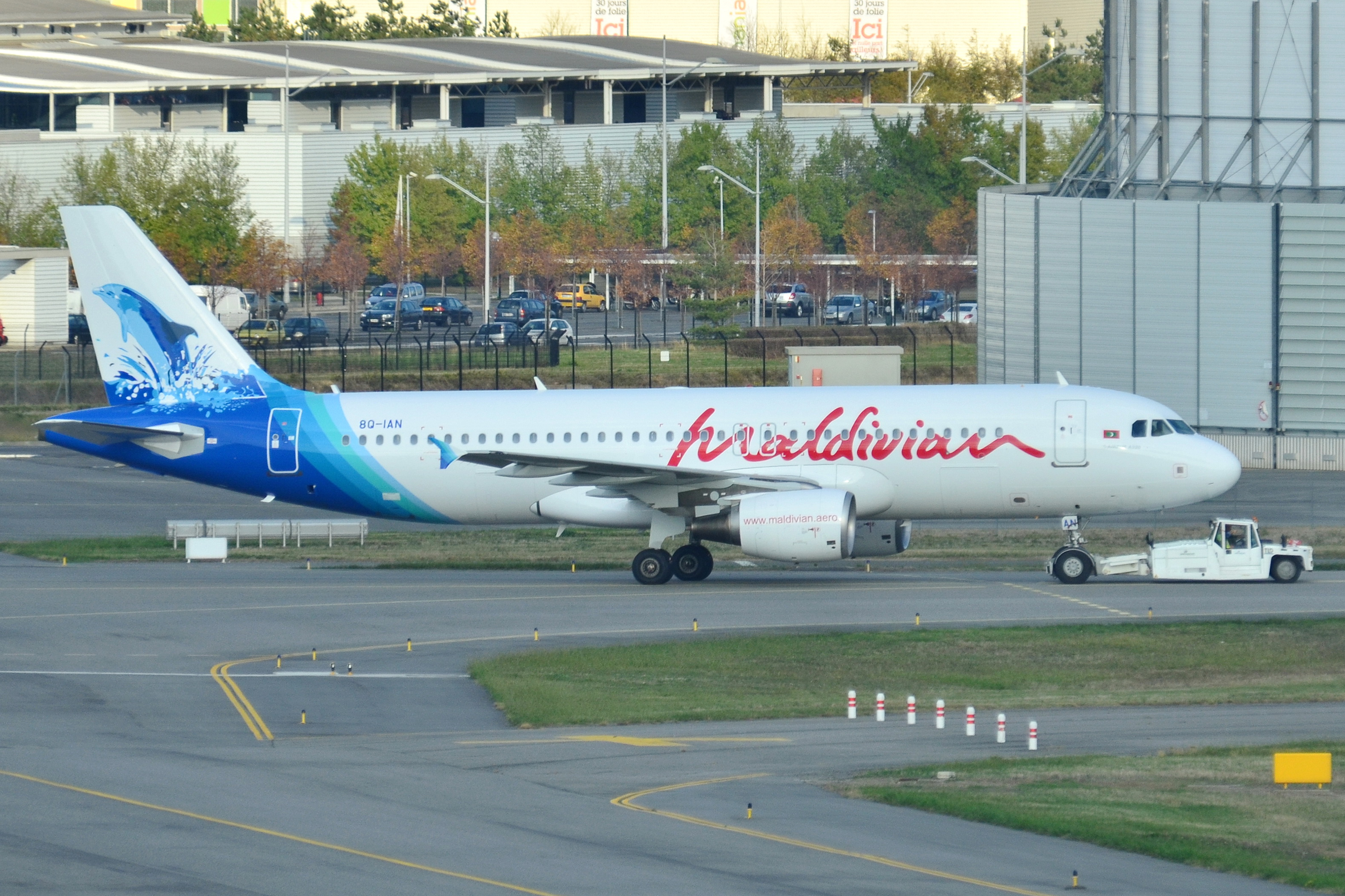
Maldivian

Dies ist eine Liste der Fluggesellschaften in den Malediven.

## Aktuelle Fluggesellschaften
- Beond (seit 2022)
- Maldivian (seit 2008)
- Manta Air (seit 2018)
- Sky Atoll (seit 2017)
- Trans Maldivian Airways (seit 2000)
- Villa Air (seit 2011)

## Ehemalige Fluggesellschaften
- Air Cargo Maldives (1992)
- Air Equator (2004–2005)
- Air Maldives (1974–2000)
- Far East Airlines Maldives
- FlyMe (2011–?) > Villa Air

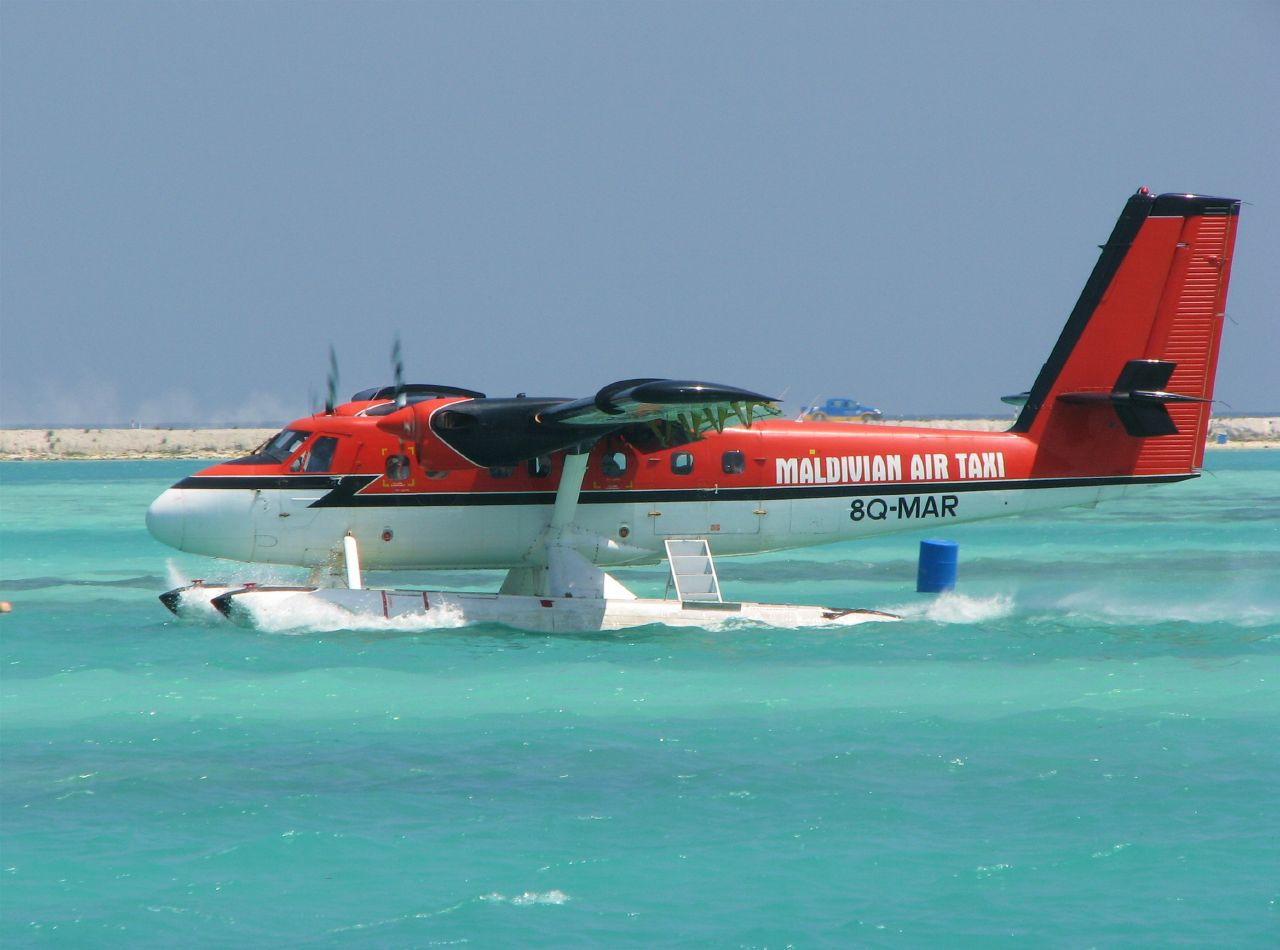
Maldivian Air Taxi

- Hummingbird Island Airways (1997–2000)
- Hummingbird Island Helicopters (1989–1997)
- Island Aviation Services (1998–2008)
- Inter Atoll Air
- Maldives International Airlines (1977–1984)
- Maldivian Air Taxi (1992–2013) > Trans Maldivian Airways
- Mega Maldives Air (2010–2017)
- Ocean Air (2001)
- Seagull Airways
- SPA Aviation (2006)
- SunExpress Airlines (1999–2001)